# のとじま臨海公園水族館
のとじま臨海公園水族館（のとじまりんかいこうえんすいぞくかん）は、石川県七尾市の能登島北岸にある水族館である。愛称ならびに通称はのとじま水族館で、公式のウェブサイトや施設案内などではこの名称が使用される。

## 概要
石川県唯一の水族館であり、のとじま臨海公園の中核施設である。敷地面積10ヘクタール（ha）、鉄筋コンクリート造3階建て（地上2階地下1階）、延床面積2,883平方メートル（m2）。
2024年（令和6年）1月1日に起きた能登半島地震で被災して休館する前は、魚介類や水棲哺乳類を約400種、2万2000匹程度を飼育していた。被災でジンベイザメ2匹を含む4000匹以上が死んだほか、他施設へ移送された飼育動物もあり、同年7月20日の営業再開時点では約210種、約7500匹程度となっている。以下の記述や写真では、被災後に大きく状況が変わっている場合がある。
カマイルカやフンボルトペンギンが泳ぐトンネル水槽（長さ22m、水量1200トン）は当水族館の見所であり、国内最大級である。「海の自然生態館」ではジャイアントケルプの大水槽（高さ7m、幅12m）をはじめ、ゴマフアザラシやコツメカワウソの水槽も設置されている。
2009年（平成21年）8月、パノラマ大水槽の整備が開始。水槽は八角柱型で最長対角距離20m、水深6m、水量1600トンであり、日本海側最大規模である。2010年（平成22年）8月20日にはパノラマ大水槽にて「ジンベエザメ館 青の世界」がオープンし、国内の水族館では4番目となるジンベエザメの飼育・展示が開始されたが、2024年の能登半島地震により全頭死亡し、展示されていなかったが10月より展示を再開。2013年（平成25年）の冬には、水槽の前に「こたつ」を設置し、ゆっくりと鑑賞する様に工夫した。
2018年（平成30年）に開館以来の大規模なリニューアルを実施。回遊水槽をリニューアルし、日本海側の水族館では初めてプロジェクションマッピングを採用した。また、この回遊水槽には「のと海遊回廊」の名称が付けられている。同年、トリップアドバイザーによる「日本の水族館ランキング」において第10位にランキングされている。

## 施設内容

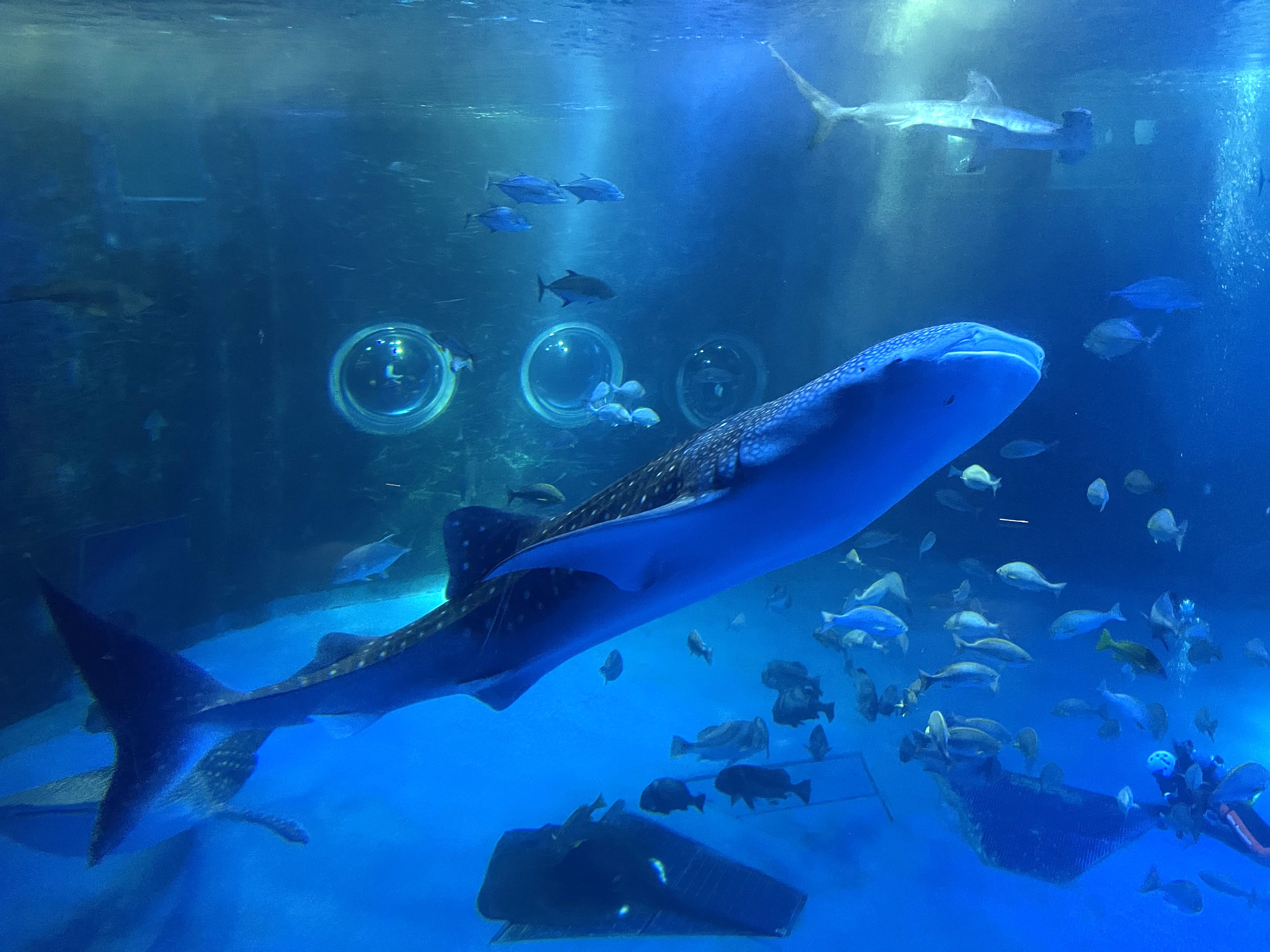
ジンベエザメ館 青の世界

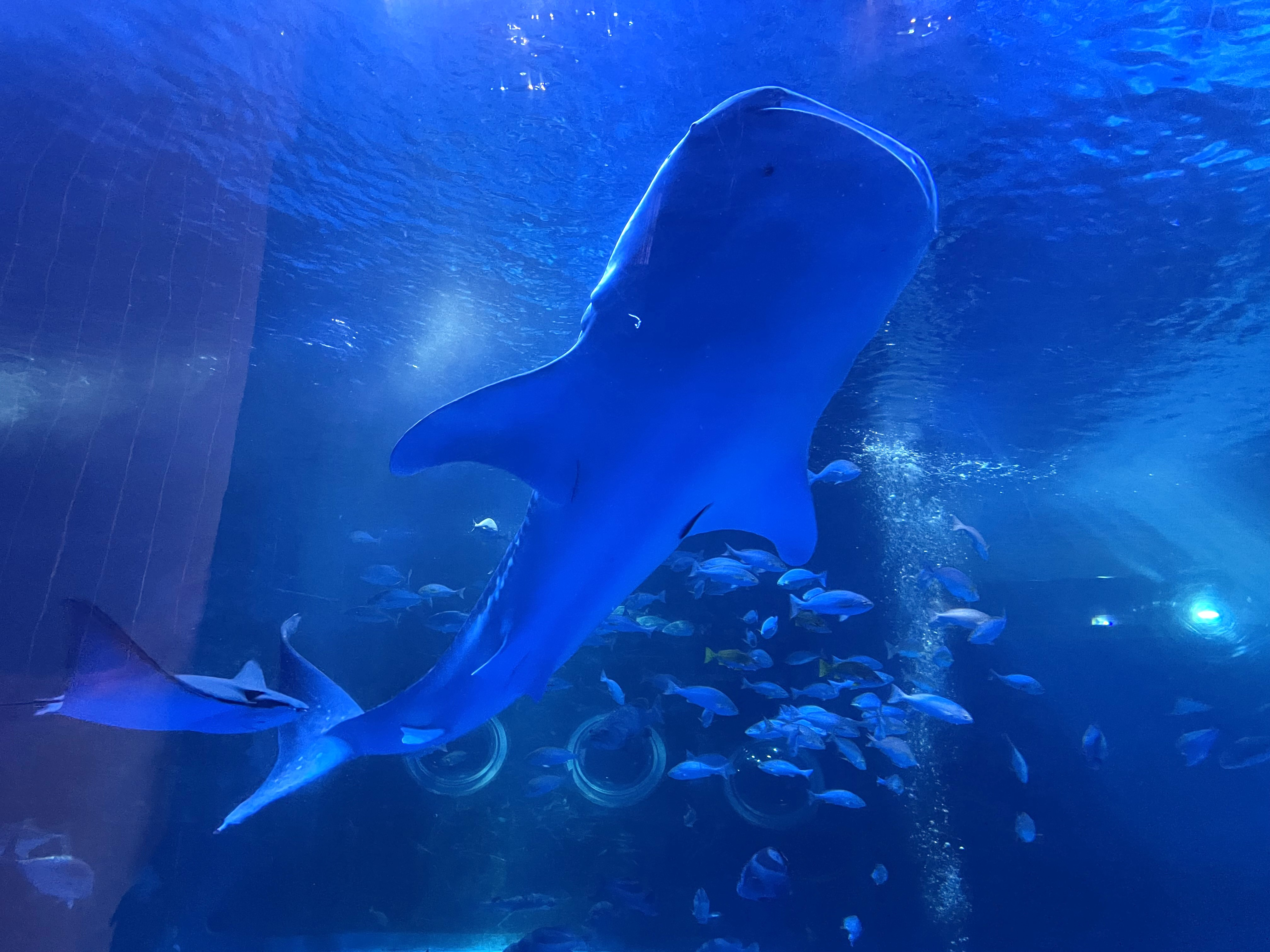
ジンベエザメ館 青の世界

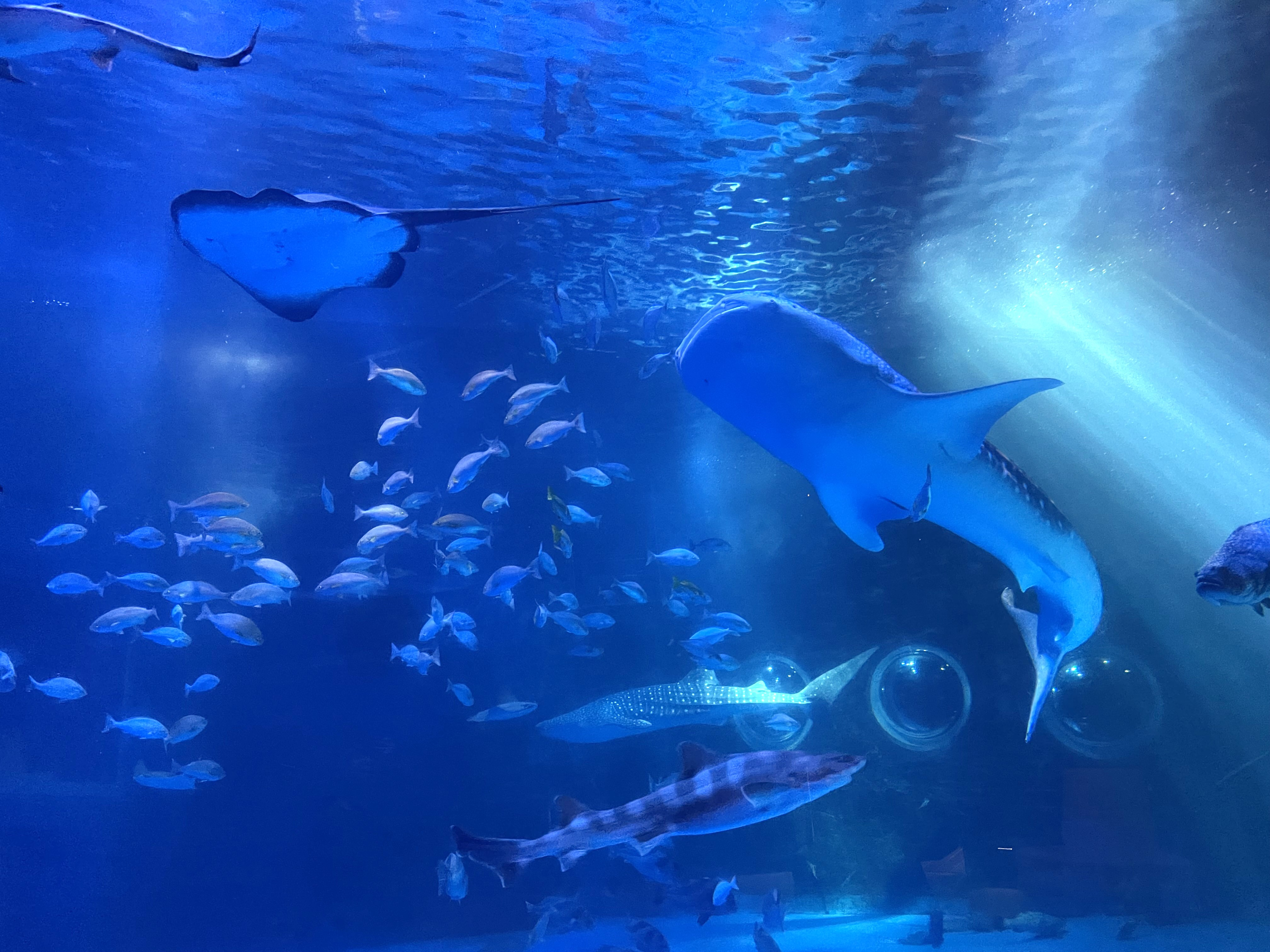
ジンベエザメ館 青の世界

「クラゲの光アート」のミズクラゲ

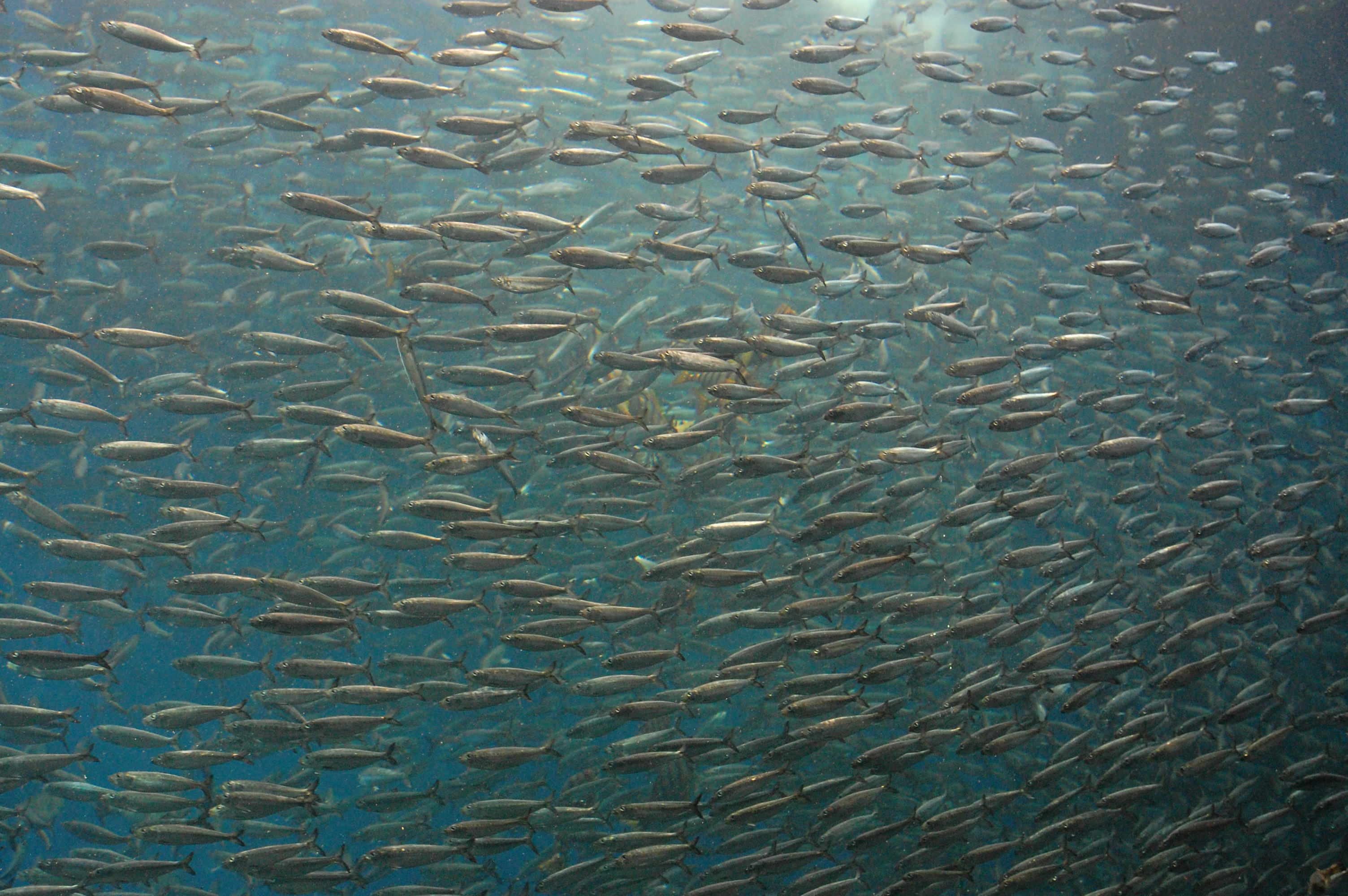
イワシのビッグウェーブ

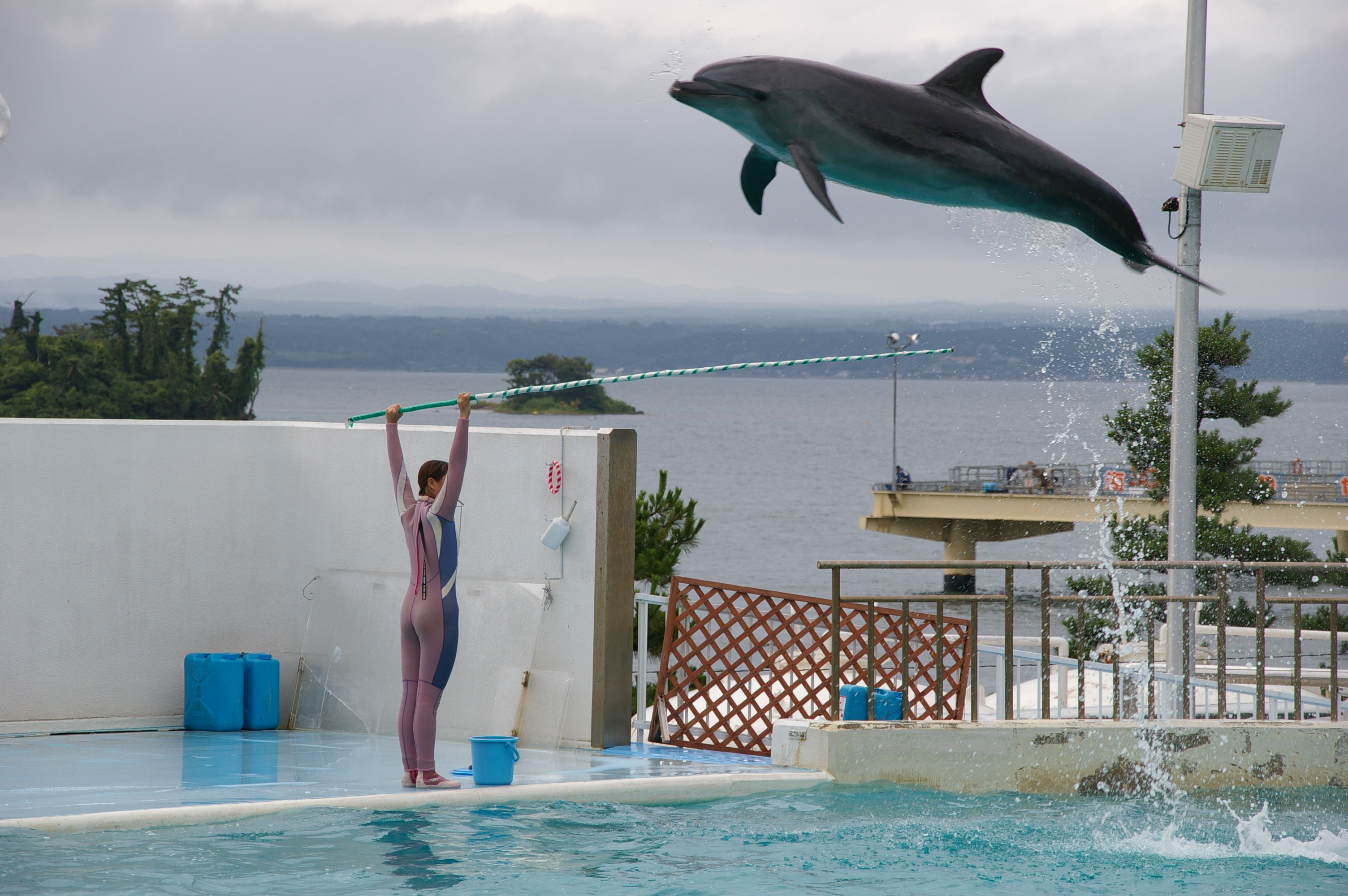
屋外ショープール

施設の詳細は、公式サイトのみどころ・館内マップを参照。券売所は今まで本館にあったが、2010年（平成22年）8月20日にパノラマ大水槽の場所に移転した。

### 水槽
パノラマ大水槽
- ジンベエザメ館 青の世界（ジンベエザメ、アカシュモクザメ、クロマグロなど）

本館
- のと海遊回廊（アカエイ、ネコザメ、ブリ、ヒラマサ、シマアジ、カンパチなど）
- 円柱水槽（ハナミノカサゴ、メガネモチノウオなど）
- ふれあい水槽（イトマキヒトデ、キタムラサキウニ、サザエ、ギンポなど）
- 能登と海と（イシダイ、キジハタ、キュウセンなど）
- 北の海の魚たち（ハタハタ、メバル、カレイなど）
- マングローブの水辺（テッポウウオ、シオマネキ、トビハゼなど）
- 南の海の魚たち（クマノミ、カクレクマノミ、ウツボなど）
- マダイの音と光の世界（マダイ）
- 川と湖の魚たち（オイカワ、カジカ、モツゴなど）
- 深い海の生きものたち（ズワイガニ、タカアシガニ、ホッコクアカエビなど）
- 水族館の変わりもの（マツカサウオなど）
- 小さな生きものたち
- クラゲの世界（アカクラゲ、ミズクラゲなど）

イルカたちの楽園
- トンネル水槽（カマイルカ、フンボルトペンギンなど）
- 海ののぞき窓

海の自然生態館
- カワウソ水槽（コツメカワウソ）
- ケルプ水槽（マイワシ、ジャイアントケルプなど）
- アザラシ万華鏡（ゴマフアザラシ）

### その他の施設
- ラッコ水槽（ラッコ）
  - ここで飼育されていた雌のラスカは、国内で飼育されているラッコでは最高齢となっていたが、2020年9月12日に老衰死した[11][12]。
- ウミガメ水槽（アオウミガメ）
- ペンギンプール（マゼランペンギン）
- 屋外ショープール（カマイルカ、カリフォルニアアシカ）
- イルカとのふれあいプール
- 海づりセンター
- レストランイルカ
- 食堂街
- ミュージアムショップ「ドルフィン・テイル」
- 売店「BLUE OCEAN」

## 歴史
- 1981年（昭和56年）7月：着工[1]
- 1982年（昭和57年）7月3日：開館。
- 1983年（昭和58年）
  - 全国植樹祭で来県した昭和天皇の行幸先の一つとして選ばれる[13]。
  - 駐車場方面までを結ぶ路線長497mのモノレールを設置（2005年廃止）[14]。
- 2003年（平成15年）7月：日本国内で初めてトラフウミシダの繁殖に成功。日本動物園水族館協会 (JAZA)より繁殖賞を授与される。
- 2010年（平成22年）3月：世界で2例目となるイルカ「ラナン」の人工尾びれの装着に成功[15]。
- 2015年（平成27年）12月22日：同日朝に七尾市の沖合で捕獲されたリュウグウノツカイを生きたまま公開展示[16]。生きた個体の展示は長崎県の九十九島水族館 海きららに次いで国内2例目であり、海きららでの生存記録34分[17]を超える3時間半の生存記録は国内最長である。
- 2024年（令和6年）
  - 1月1日：毎年恒例の元日営業で賑わうなか[18]、能登半島地震で被災。地震直後は能登島と本土を結ぶ橋をはじめ、島内の道路が寸断して来館者が孤立した[19][20]。
    - 地震により飼育環境が悪化したため、ゴマフアザラシとコツメカワウソ各2頭が石川県能美市のいしかわ動物園へ移送された[21]。また、カマイルカ2頭とゴマフアザラシ1頭が福井県坂井市の越前松島水族館に移送された[22]。1月14日にはウミガメ全8匹も越前松島水族館に移送された[23]。1月19日までに、富山市ファミリーパークがフンボルトペンギン10羽を、2月1日にアドベンチャーワールドがカマイルカ5頭を受け入れた[24][25]しかし、アドベンチャーワールドで飼育されていたカマイルカのうちの一頭は2月5日に死亡した[26]。
    - 地震によって水槽内の水位低下と水温低下が発生し、1月9日にジンベエザメのオス「ハチベエ」、翌1月10日にメスの「ハク」が死んでいるのが確認された[27]。
    - この他、敷地内でひび割れ、陥没箇所が多数発生。建物の一部の窓ガラス、屋根瓦が破損。海釣りセンター桟橋に段差が発生するなどの被害が生じた[28]。

  - 7月20日：営業再開[2]。なお、ジンベエザメは代替の個体を確保でき次第、県内外の水族館などに避難しているイルカやアシカは夏場の移送が難しく、飼育設備の修復が完了していないため、秋以降に展示およびショーを再開させる予定[29]。
  - 10月11日 - 同年9月に志賀町沖の日本海で定置網にかかったメス1頭（体長4.4m）のジンベエザメを利用し、ジンベエザメの展示を、この日に再開[30]。
- 2025年（令和7年）
  - 3月21日 - いしかわ動物園と新潟市水族館 マリンピア日本海に1頭ずつ避難させていたアシカ2頭が帰還[31]。
  - 3月22日 - 震災で休止していたイルカショーが再開し、水族館施設が全面再開となる[31]。

## 交通アクセス
路線バス
- 七尾駅（JR七尾線・のと鉄道七尾線）から能登島交通曲線で終点「のとじま臨海公園水族館」停留所下車、約45分。
- 和倉温泉駅（JR七尾線・のと鉄道七尾線）、和倉温泉から同バス（七尾駅発着）で約30分。

自家用自動車・観光バス
- 国道249号和倉IC、七尾市街から石川県道47号七尾能登島公園線（能登島大橋）を渡り、約15Km
- のと里山海道（能越自動車道重複）横田ICから中能登農道橋（ツインブリッジのと）・石川県道257号田尻祖母浦半浦線を渡り、約12Km
- のと里山空港の乗合タクシーである「ふるさとタクシー」の利用が可能（要事前予約、空港以外の乗降不可、経路によって60分-100分）
- 和倉温泉駅から観光タクシーのコースが設定されている。